# Триер (машина)

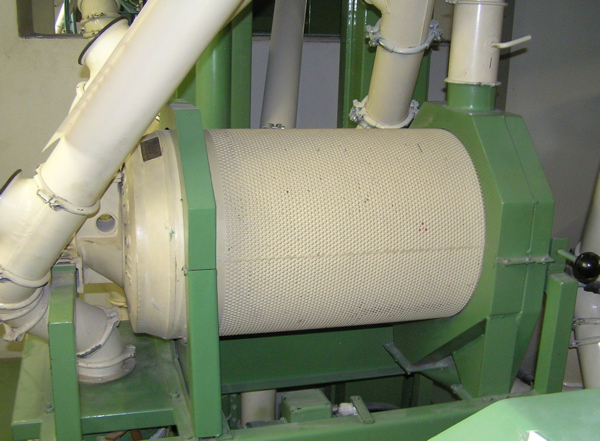
Триер

Три́ер (от фр. Trieur, сортировщик, в русском языке ударение на первом слоге) —  сложная зерноочистительная сельскохозяйственная машина. Триер предназначен для выделения примесей, отличающихся от зерен основной культуры длиной, с целью получения высококачественного посевного материала. Примесь делится на короткую (куколь, гречиха, дробленое зерно) и длинную (овсюг, солома, стебельки).
Обычно на триере отделяют от зерна:

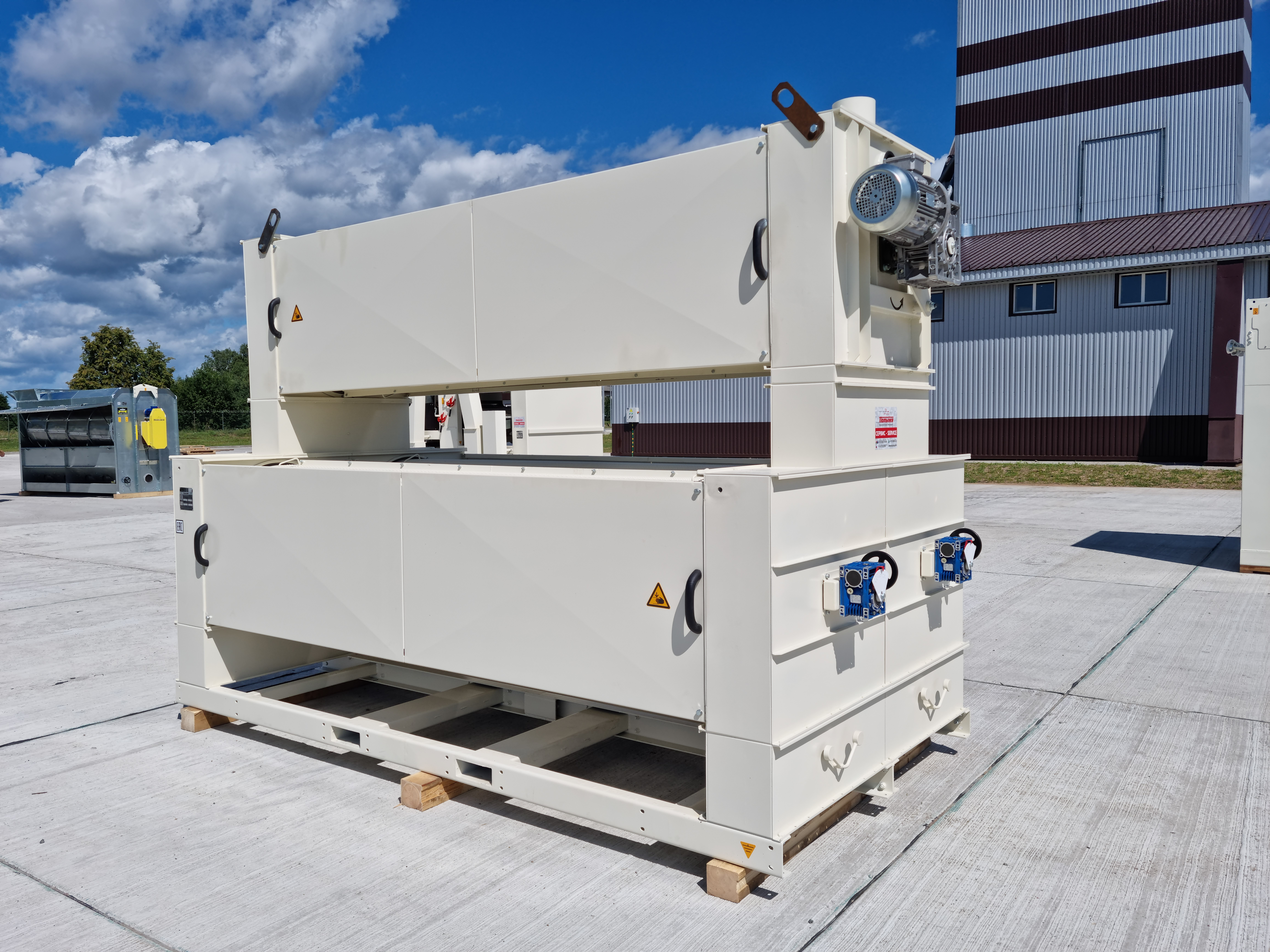
Блок триерный (современное исполнение)

- Блок триерный (современное исполнение)семена куколя (короче зерен пшеницы)
- семена овсюга (длиннее зерен пшеницы).

Встречаются цилиндрические и дисковые триеры. Наиболее популярны дисковые триеры, так как они имеют большую производительность при меньших размерах.

## Цилиндрический триер
В цилиндрическом триере используется вращающийся стальной цилиндр со штампованными ячейками внутри него и размещенного внутри цилиндра жёлоба со шнеком.  Частота вращения триерного цилиндра составляет 32...38 об/мин. Зерно с примесями подаётся с возвышенной стороны цилиндра. При вращении цилиндра частицы материала, которые по размеру меньше ячеек, поднимаются цилиндром вверх и оттуда падают в жёлоб, после чего выводятся наружу шнеком. Частицы, большие, чем размер ячейки, остаются внутри цилиндра и высыпаются с другой его стороны.
Рабочим размером ячейки триера служит диаметр, который выбирается исходя из параметров компонентов смеси. Обычно ячейки на рабочей поверхности располагают в шахматном порядке, поскольку это является наиболее рациональным решением с точки зрения достижения высокой производительности.
Триеры цилиндрические (барабанные) разделяют по трем принципам действия. Все три типа имеют отличительные особенности в принципах работы.

##### Принцип работы.
Продукт поступает в приемник, из которого попадает в цилиндр триера, где происходит сортировка. Короткие примеси заполняют ячейки цилиндра и при его вращении выпадают в жёлоб, затем выводятся транспортным шнеком из триера в отходы. Отсортированный продукт, передвигается по цилиндру и выходит из триера на дальнейшую обработку.
Зерно с примесями подаётся с возвышенной стороны цилиндра. При вращении цилиндра частицы материала, которые по размеру меньше ячеек, поднимаются цилиндром вверх и оттуда падают в жёлоб, после чего выводятся наружу шнеком. Частицы, большие, чем размер ячейки, остаются внутри цилиндра и высыпаются с другой его стороны.
Цилиндрические триеры двойного действия по длине цилиндра имеют участки с ячейками двух размеров и потому могут отделять одновременно длинные и короткие примеси. 
Зерновая смесь подается через загрузочный патрубок, из которого через входной канал короба попадает в верхний цилиндр. Материал, попавший в ячейки цилиндра, поднимается и при достижении определенного угла поворота цилиндра выпадает в приёмный жёлоб, из которого выводятся транспортным шнеком через выводной канал в нижний цилиндр. Материал, который не поместился в ячейки, выводится сходом из цилиндра в соседний выводной канал, через который попадает в нижний цилиндр. В цилиндре (В) материал сортируется на культурные семена и короткие примеси. 
Короткие примеси, попавшие в ячейки цилиндра, поднимаются и выпадают в приёмный жёлоб, из которого выводятся транспортным шнеком через выводной канал в боковой патрубок. Культурные семена выводятся сходом из цилиндра в центральный патрубок. В цилиндре (С) материал сортируется на культурные семена и длинные примеси. Культурные семена, попавшие в ячейки цилиндра, поднимаются и выпадает в приёмный жёлоб, из которого выводятся транспортным шнеком через выводной канал в центральный патрубок. Длинные примеси выводятся сходом из цилиндра через выводной канал в боковой патрубок. 

## Дисковый триер

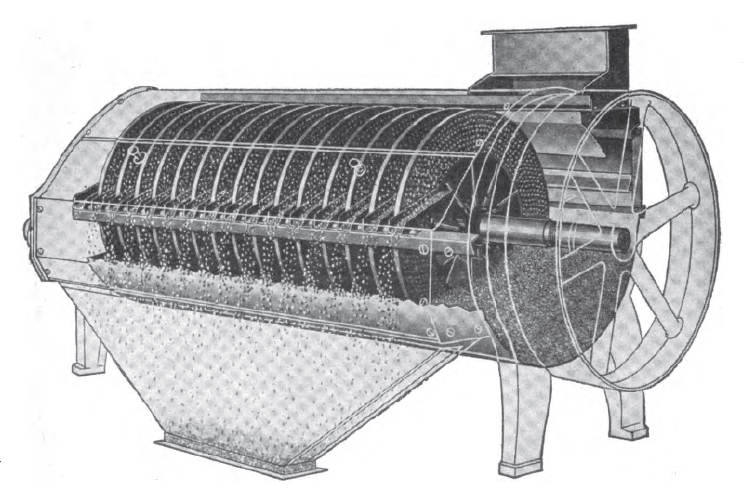
Устройство дискового триера

Дисковый триер использует для отбора зерна ячейки на поверхности чугунных дисков. Диски вращаются в вертикальной плоскости, нижняя часть дисков опущена в зерно с примесями. Сочетание формы ячеек и скорости вращения дисков приводит к тому, что частицы смеси поднимаются диском вверх, выпадают из ячеек при различных углах поворота диска, зависящих от размера частиц, попадают на лотки и выводятся наружу. Дисковые триеры часто комбинируют в многороторные агрегаты, включающие диски для отбора длинных и коротких примесей.

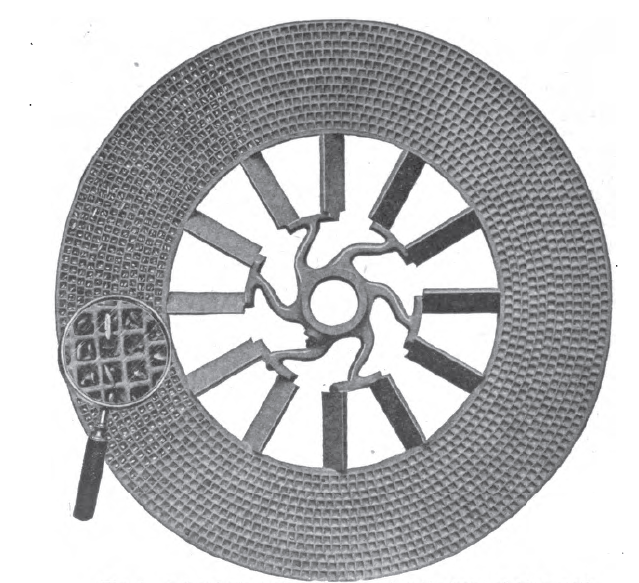
Диск в дисковом триере. Лопасти в центральной части диска переносят неотобранное диском зерно к следующему диску

Надёжность выделения коротких фракций в триерах колеблется в пределах 85—95 %.

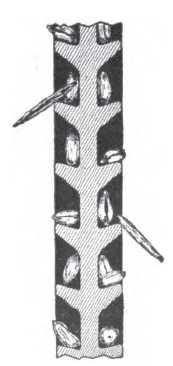
Сечение диска для отбора пшеницы. Примеси большего размера не удерживаются на диске и падают вниз.
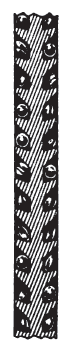
Сечение диска для отбора мелких зёрен. Пшеница имеет больший размер и не удерживается на диске.

## Вывод
Комплексный критерий качества триерной очистки зерна включает показатели остаточной засорённости и прямых потерь.
Оптимизировать работу триера по критерию качества и исключить технологические отказы возможно лишь при авторегулируемом управлении рабочими процессами.
Оснащение переключателем режимов работы современных триерных блоков позволяет осуществить простую перестановку на необходимую рабочую технологию. Для контроля отходов и отбора проб внедрены специальные контрольные окна.
Современные агрегаты имеют ряд преимуществ - модульная конструкция, большая рабочая поверхность, простота в обслуживании и энергоэкономичность.